# Sant'Elena fuori Porta Prenestina
Sant'Elena fuori Porta Prenestina, även benämnd Sant'Elena, är en kyrkobyggnad och titeldiakonia i Rom, helgad åt den heliga Helena. Kyrkan är belägen vid Via Casilina i quartiere Prenestino-Labicano och tillhör församlingen Sant'Elena.
Kyrkans tillnamn ”fuori Porta Prenestina” syftar på att kyrkan är belägen utanför Porta Prenestina, vilket är ett annat namn för Porta Maggiore.

## Historia
Kyrkan uppfördes på initiativ av påve Pius X med anledning av 1600-årsjubileet av ediktet i Milano, vilket utfärdades år 313 av den västromerske kejsaren Konstantin och den östromerske kejsaren Licinius och innebar att kristendomsförföljelserna upphörde. Kyrkan helgades åt Helena, Konstantins mor. Kyrkan är belägen i början av Via Casilina, tidigare Via Labicana, i närheten av Sankt Castulus katakomber. Längre bort vid Via Casilina ligger ruinen efter Helenas mausoleum, vilket Konstantin lät uppföra åt sin mor.
Kyrkan uppfördes åren 1913–1916 i nyrenässans efter ritningar av arkitekten Guglielmo Palombi. Kyrkan konsekrerades den 17 september 1916.

## Exteriören
Fasaden har två våningar; den nedre har tre axlar, medan den övre har en axel. Båda våningarna har pilastrar i kompositordning. Den nedre våningen har en huvudportal och tvenne sidoportaler. Till vänster om huvudportalen sitter en minnestavla över de församlingsmedlemmar som omkom i ett allierat bombanfall den 13 augusti 1943. Bland de omkomna återfanns prästen Raffaele Melis.
Den övre våningen har ett stort, runt fönster. Fasaden kröns av ett profilerat, triangulärt pediment.
Raffaele Melis

Raffaele Melis (1886–1943) var från år 1936 kyrkoherde i församlingen Sant'Elena. Den 13 augusti 1943 bombades Rom av de allierade och ett tåg på järnvägen framför kyrkan träffades. Fader Raffaele gav sig då, med allvarlig risk, ut till de sårade och döende med helig olja. När han skötte om de nödlidande, blev han träffad av en projektil och omkom. År 1995 gavs fader Raffaele titeln Guds tjänare. Han är begravd i kyrkan Sant'Elena.

## Interiören
Interiören är treskeppig med rund absid. I mittskeppet finns framställningar av legenden om det sanna Korset och sidoskeppens tak är dekorerade med kristna motiv och symboler. I absiden finns en målning som framställer den heliga Helena med martyrerna Tiburtius, Stratonicus och Gorgonius till höger och Petrus, Marcellinus och Castulus till vänster. Samtliga dessa martyrer begravdes längs Via Labicana. I absidens halvkupol ses en framställning av Jesu Kristi kors.

## Titeldiakonia
Sant'Elena fuori Porta Prenestina stiftades som titeldiakonia av påve Johannes Paulus II år 1985.
Kardinaldiakoner
- Edouard Gagnon: 1985–1996
- Peter Poreku Dery: 2006–2008
- João Braz de Aviz: 2012–